# Városi gáz

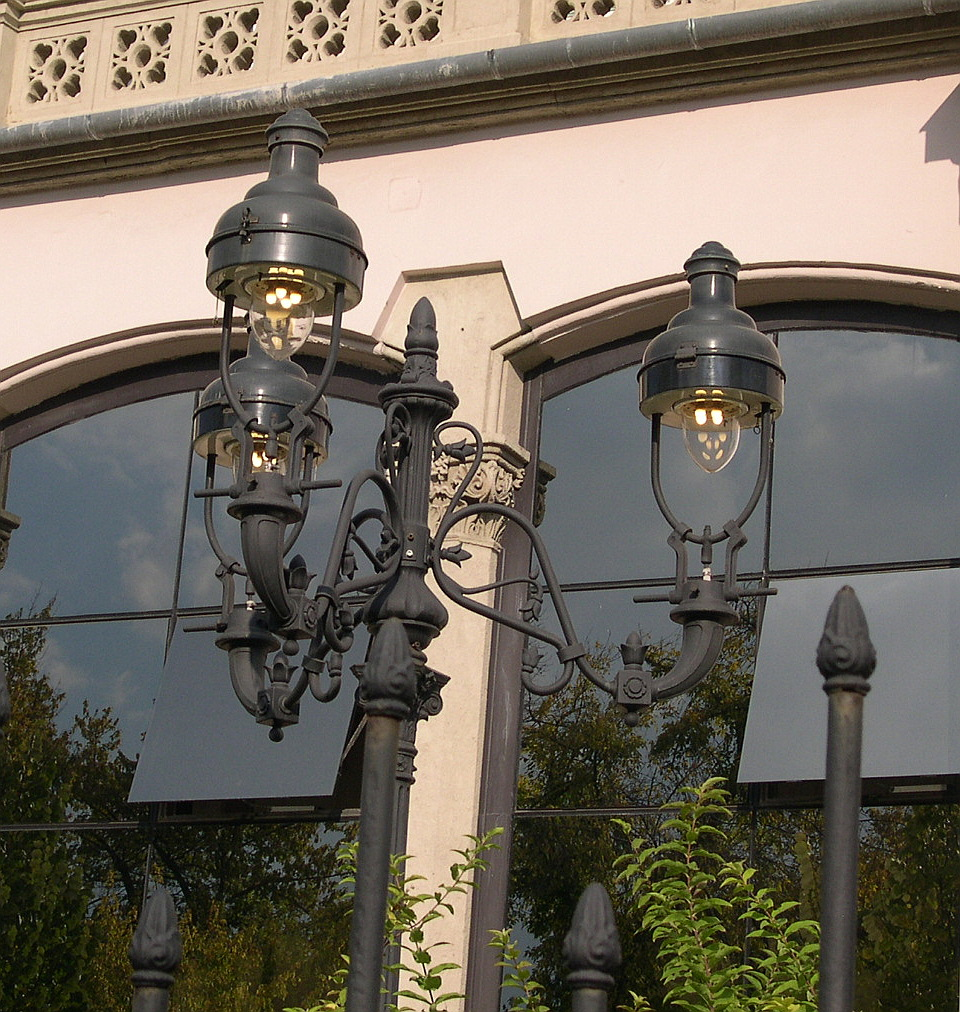
Gázlámpa-rekonstrukciók a Gázművek előtt, Budapest, II. János Pál pápa tér

A városi gáz, vagy világítógáz a földgáz széleskörű elterjedése előtt mesterségesen előállított, levegőnél kisebb sűrűségű, légnemű energiahordozó volt, melyet vezetékrendszer segítségével juttattak el a felhasználókhoz. Alapja a széngáz, amely hidrogént és szén-monoxidot tartalmazó gyúlékony gáznemű tüzelőanyag, amely kőszénből készül, amikor felhevített szénre vízgőzt juttatnak. A városi gáz egy általánosabb fogalom, amely a gyártott gáznemű tüzelőanyagokra utal, amelyeket a lakosság és az önkormányzatok számára értékesítettek.

## Összetétele

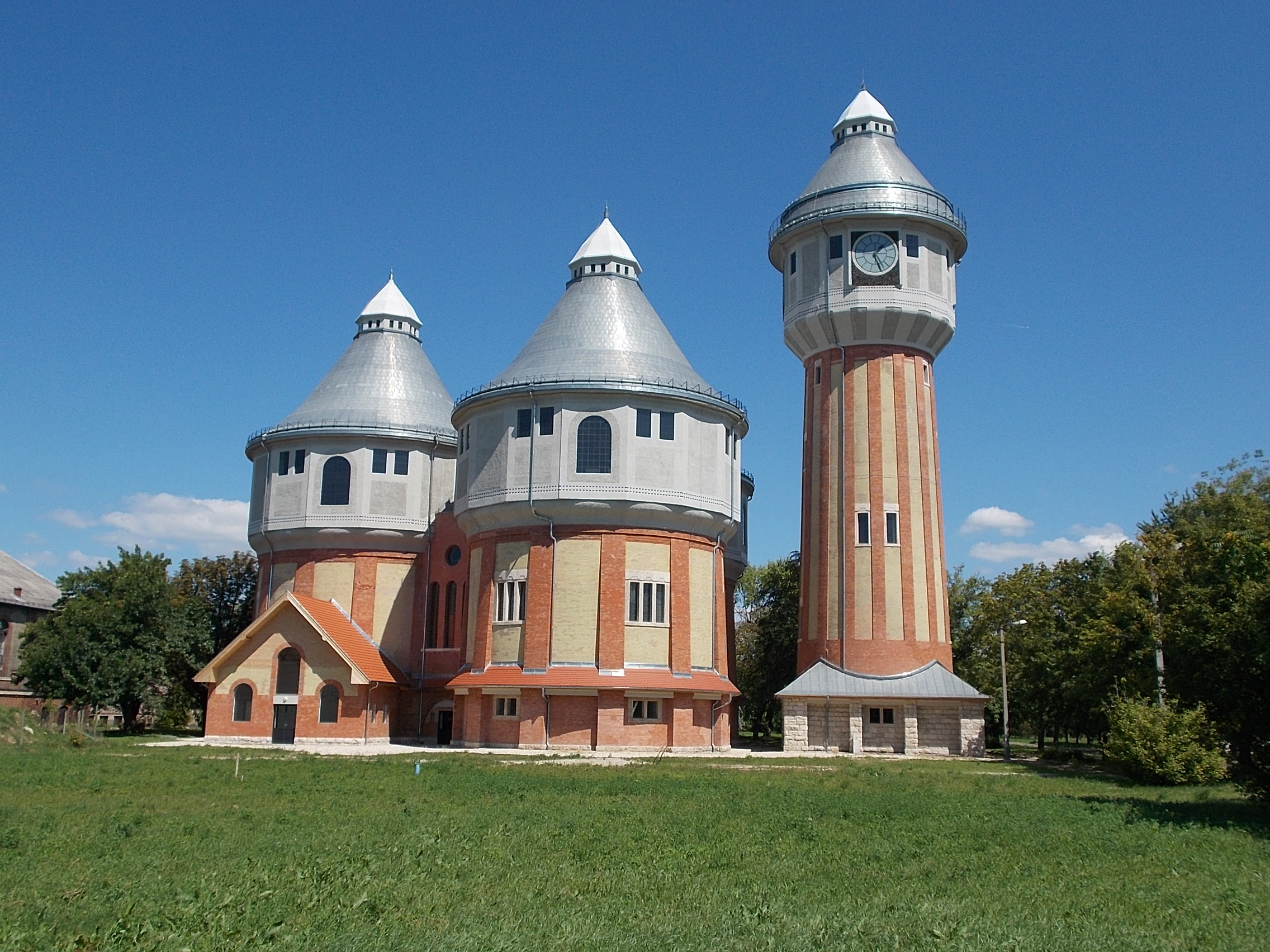
Az egykori Óbudai Gázgyár felújított műemlék tornyai

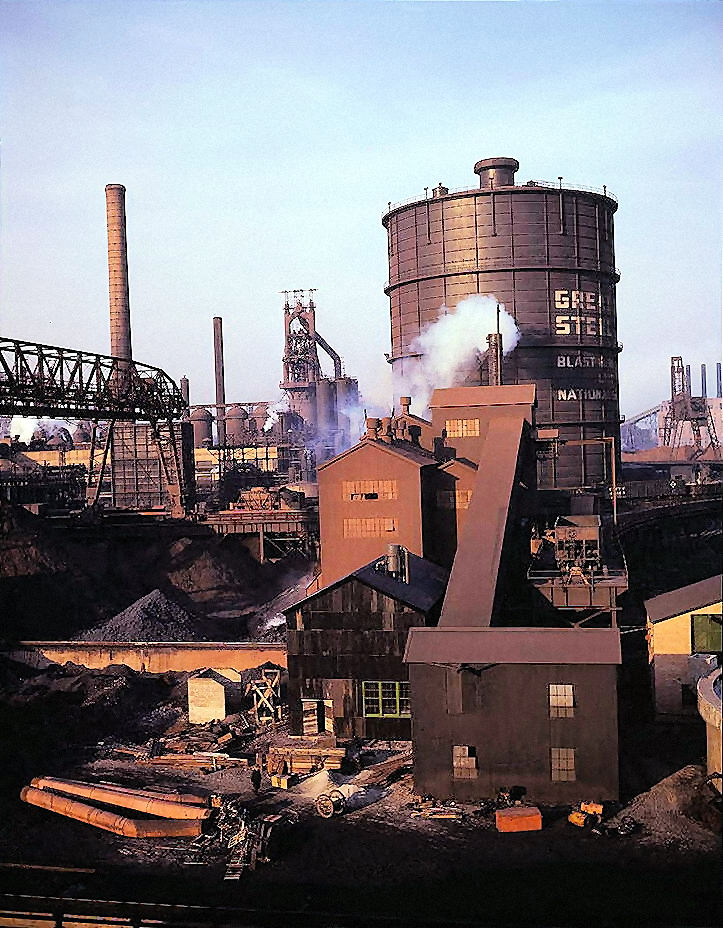
Gázgyár gáztartállyal, Detroit, 1942

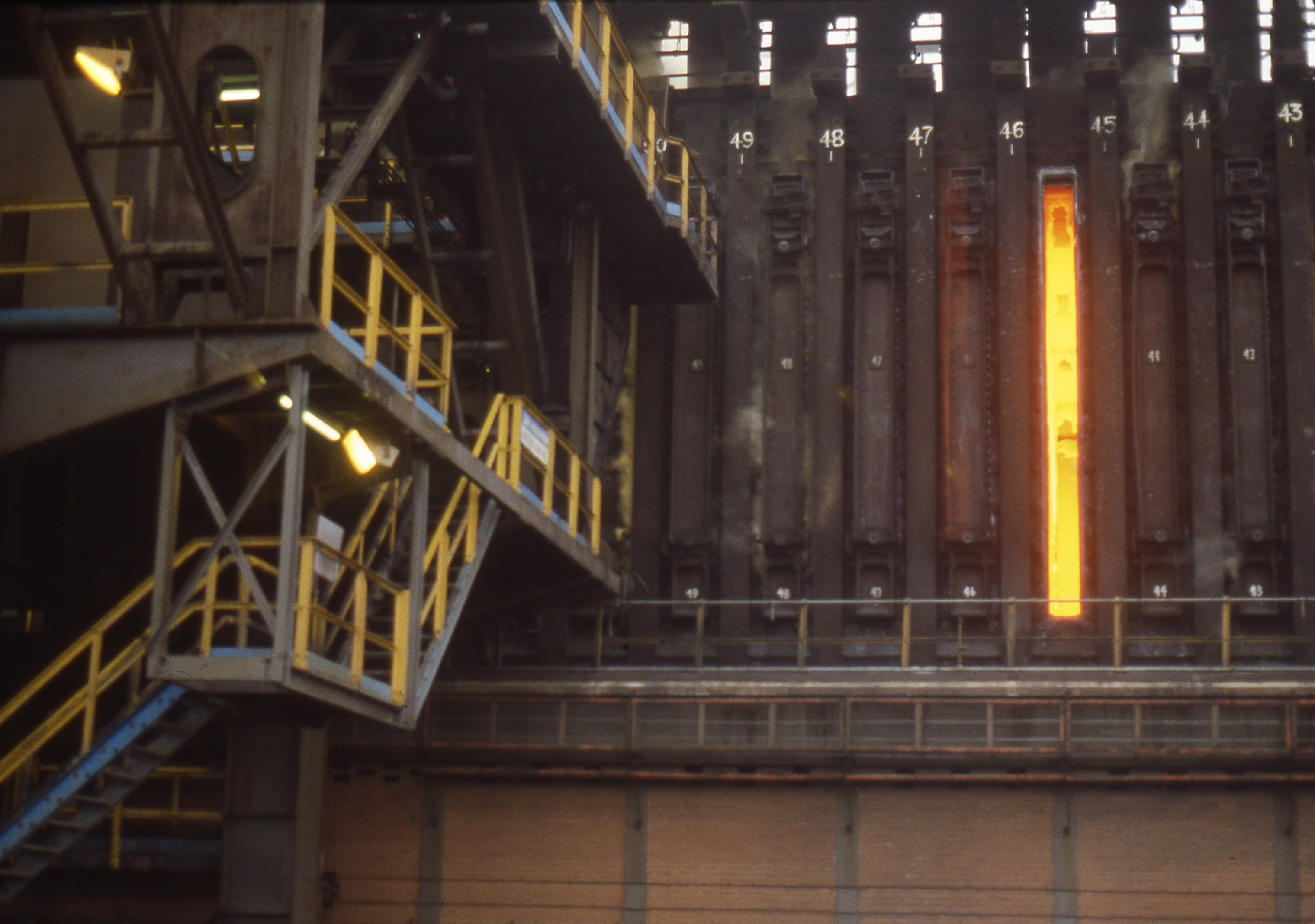
Kokszolóüzem Dél-Walesben

A feketeszén kokszolásakor keletkező széngáz különféle fűtőgázokat tartalmaz: hidrogént (<60%), szén-monoxidot (<10%), metánt, etilént és illékony szénhidrogéneket, valamint kis mennyiségű fűtőérték nélküli – inert – gázokat, például szén-dioxidot és nitrogént. További felhasználás céljából meg kell tisztítani, eltávolítva például a kátrányt, benzolt, szulfánt, naftalint és ammóniát. Jellegzetes szagú, gyúlékony, a levegőnél nehezebb gáz. Szén-monoxid-tartalma miatt mérgező. Hidrogénforrásként történő felhasználása mellett hőtermelésre is használják. A kokszgázhoz hasonló a kommunális gáz, amelyet főként a barnakőszén oxigénnel és gőznyomással történő gázosítása útján nyernek. Fűtőértéke kb. fele a földgázénak. A városi gáz a szén-monoxid-tartalom miatt – eltérően a földgáztól – mérgező, hidrogéntartalma miatt robbanásveszélyesebb volt.

## Története

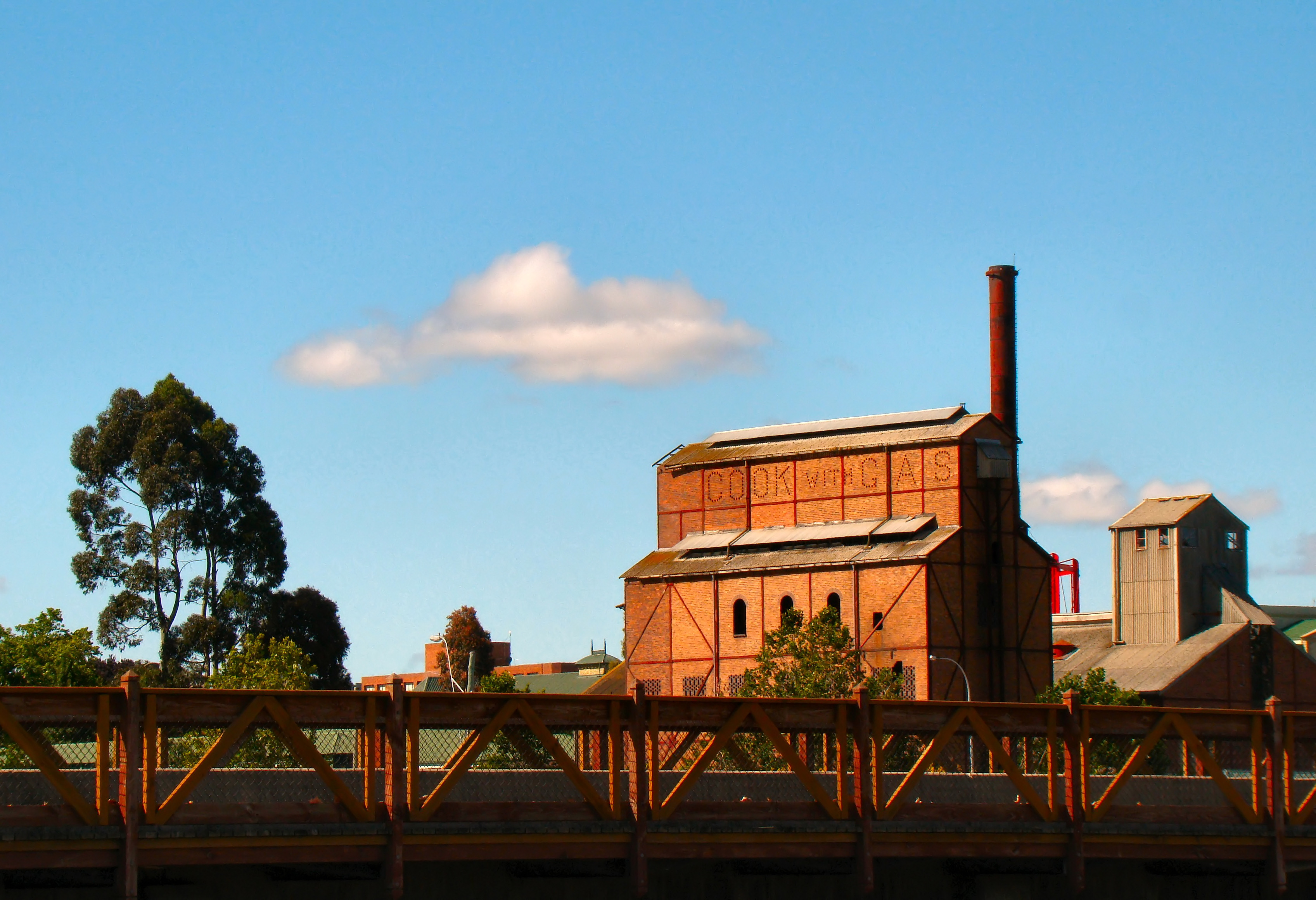
1932-ben alapított gázgyár, Tasmania

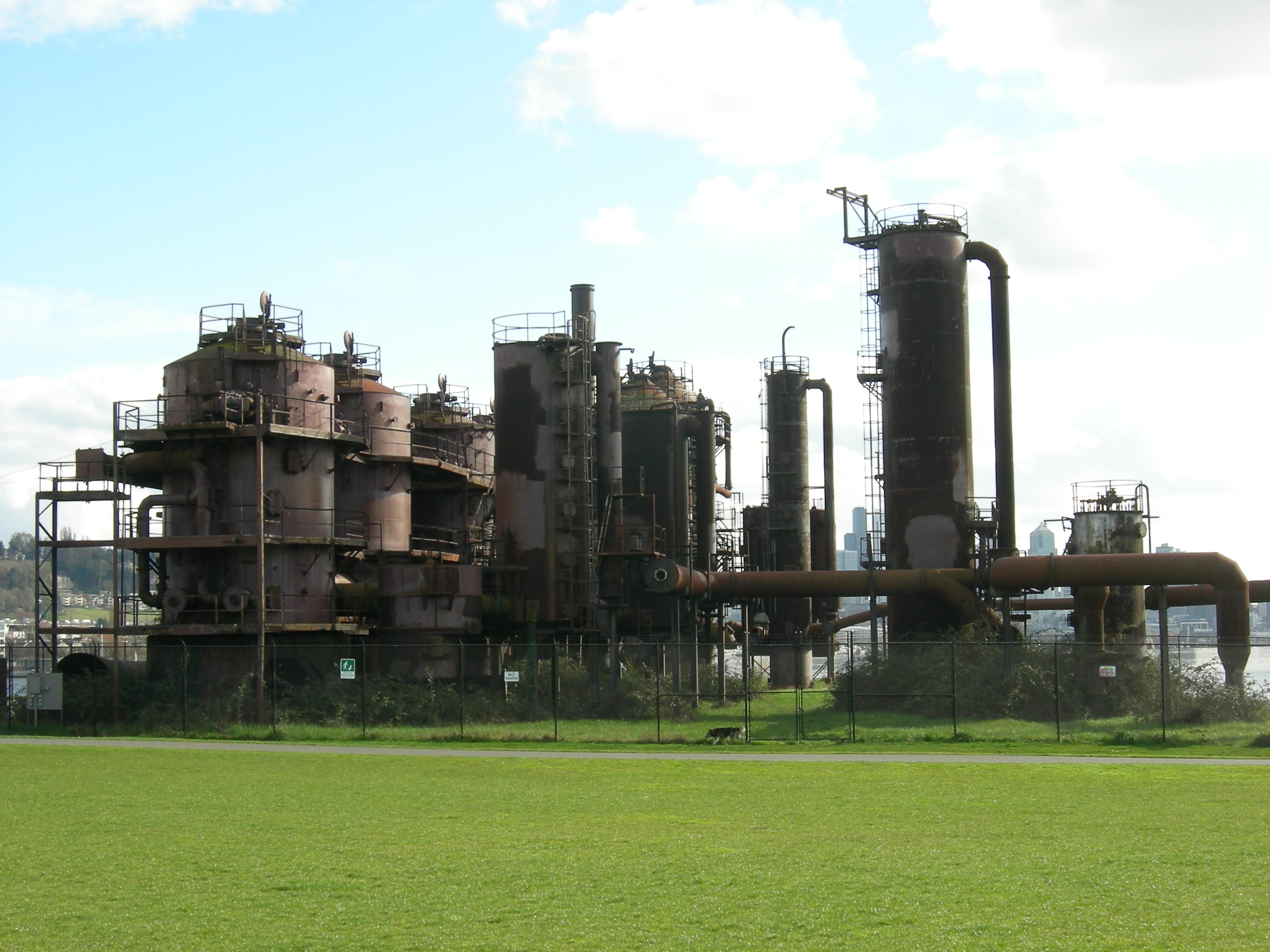
Az USA utolsó gázgyára Seattle-ben

Johann Joachim Becher volt a 17. században, aki elsőként kőszéngázt állított elő. Ő hívta fel a figyelmet először a kokszra, mint tüzelőanyagra. A meggyújtott gázt „bölcsek fényé”-nek nevezték, de ezen felfedezés gyakorlati jelentőségét sokáig nem ismerték fel. Az angol Stephen Hales és John Clayton 1739-ben állítottak elő először kőszéngázt. Ilyen kísérleteket azután többek végeztek, de senkinek sem jutott eszébe praktikusan is kiaknázni. Archibald Cochrane, Dundonald 9. earlje 1786-ban jutott először arra a gondolatra, hogy a kokszkészítő kályháinál képződő gázt egy hűtőkészüléken keresztülvezetve, a folyékony kátrányos részektől és ammóniás víztől megszabadítva, világítási célokra használja. Johann Georg Pickel würzburgi tanár is már 1786-ban laboratóriumában kiszárított állati csontokból előállított gázt használt világításra. Lebon Párizsban szintén 1786-tól kezdve falepárlással gázt állított elő, melléktermékül kátrányt, faecetet és faszenet kapott. Több siker koronázta William Murdoch skót mérnök kísérleteit. 1801-ben az amerikai Benjamin Henfrey Baltimore-ban egy nagy termet világított ki gázzal, amelyet bitumenes fából, a barnaszénhez hasonló anyagból állított elő. Különböző nehézségek után Angliában 1812-ben Friedrich Albrecht Winzer részvénytársaságot alapított egymillió font sterling alaptőkével, de csak 1814-ben sikerült végre London utcáinak kivilágítása, miután éveken keresztül a Gas Light and Coke Company a kísérletekre ötmillió font sterlinget áldozott. Hogy a kísérletek eredményre vezettek, abban Samuel Cleggnek volt nagy érdeme. Franciaországban 1817-ben világították ki először gázzal a Passage des Panoramast. XVIII. Lajos francia király alatt Párizs utcáit is gázzal világították ki. Németországban Wilhelm August Lampadius 1811-ben Freibergben a saját háza előtt az utcát világította meg gázlámpával. Johann Joseph von Prechtl 1817–18-ban Bécs városában végzett kísérletet, de sikertelenül. Pesten 1850-ben Joseph Mayer Kapferer és Ludwig Stephani honosították meg a gázgyártást. A gáz használata folytonosan hódított, úgyhogy már nemcsak világításra, de mint mozgatóerő (pl. gázmotor) is jelentékeny szerepet játszott.

## Felhasználása

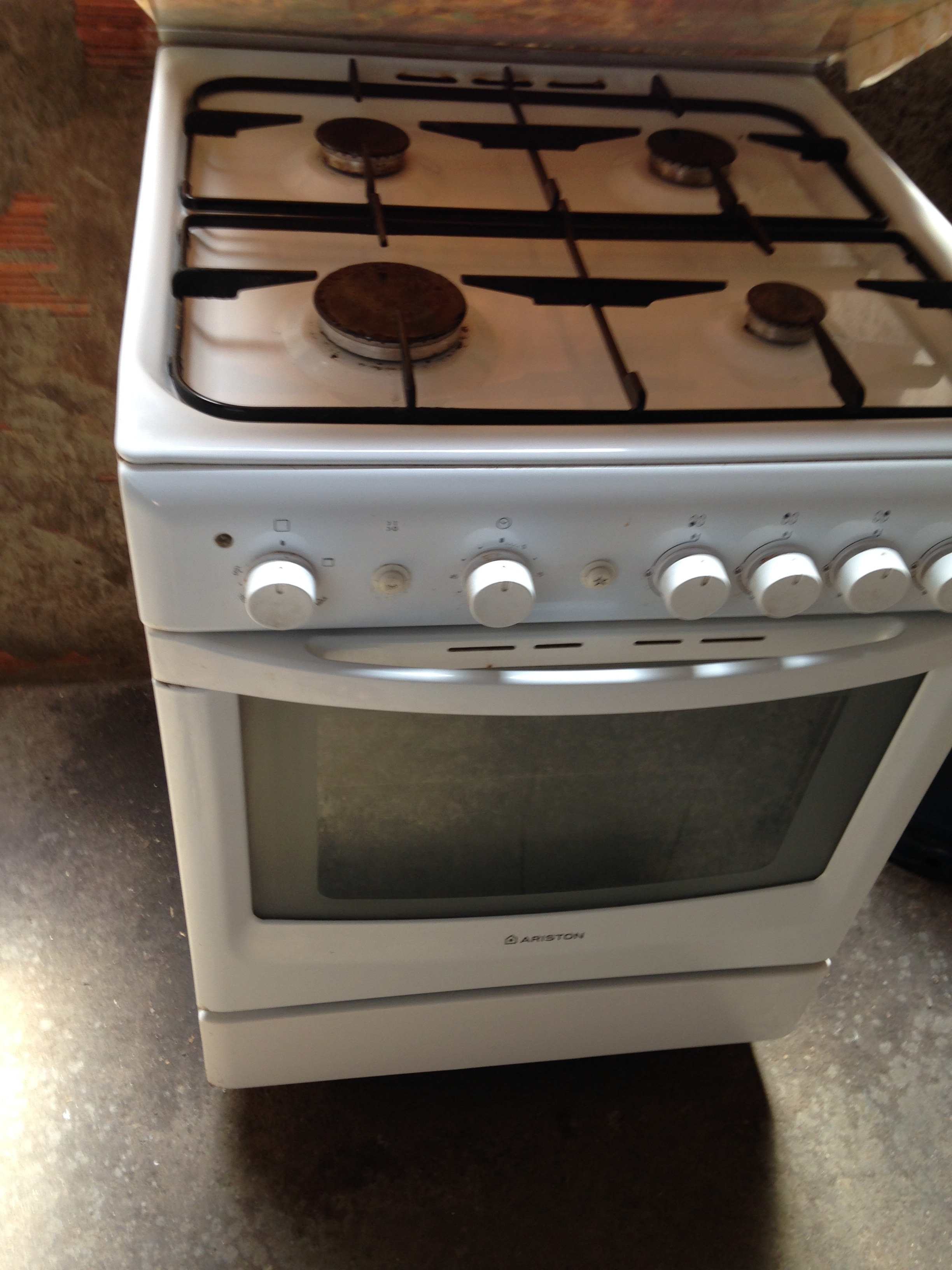
Gáztűzhely

Az elektromosság közvilágításra történő rendszeresítése előtt a 19. század második évtizedétől főként kőszénből, de fából és kőolajból is előállított világítógázzal működő lámpákkal tették éjszaka biztonságosabbá a nagyobb városok közterületeit. A nagy méretű teleszkópos gáztározókba feltermelt gázt acél csővezetéken juttatták el a közterületi vagy ingatlanokon belüli lámpákhoz. A lámpagyújtogató jellegzetes figurája több korabeli regényben is feltűnik.
A 20. század első harmadától az 1960-as évekig a háztartásokban fűtésre, illetve főzésre is alkalmazták, mivel vezetéken könnyebben lehetett a felhasználási helyére eljuttatni, mint a szilárd tüzelőanyagokat és a hamuzás gondja sem terhelte tovább a házimunkát végzőket. Magyarországon a nem mérgező és a levegőnél könnyebb földgáz alkalmazása szorította ki az ipar és háztartások területéről. Manapság hidrogén előállítására néhol még felhasználják.

## Fordítás
- Ez a szócikk részben vagy egészben  a   Coal gas című angol Wikipédia-szócikk ezen változatának fordításán alapul.  Az eredeti cikk szerkesztőit annak laptörténete sorolja fel. Ez a jelzés csupán a megfogalmazás eredetét és a szerzői jogokat jelzi, nem szolgál a cikkben szereplő információk forrásmegjelöléseként.
- Ez a szócikk részben vagy egészben  a   Koksárenský plyn című cseh Wikipédia-szócikk ezen változatának fordításán alapul.  Az eredeti cikk szerkesztőit annak laptörténete sorolja fel. Ez a jelzés csupán a megfogalmazás eredetét és a szerzői jogokat jelzi, nem szolgál a cikkben szereplő információk forrásmegjelöléseként.